# Nilestenen
Nilesstenen är ett flyttblock beläget i Söderhamn. Det uppges att Nilesstenen är Sveriges åttonde största uppmätta flyttblock.